# Claudio Torelli
Claudio Torelli (Parma, 23 gennaio 1954) è un ex ciclista su strada italiano.
Professionista dal 1978 al 1986, conta la vittoria di una tappa al Giro d'Italia e un Trofeo Laigueglia.

## Carriera
I principali successi da professionista furono una tappa al Giro d'Italia 1981, una tappa al Giro di Puglia e una al Giro del Trentino dello stesso anno, e il Trofeo Laigueglia nel 1983. Partecipò a cinque edizioni del Giro d'Italia e a due edizioni dei campionati del mondo.

## Palmarès
- 1974 (dilettanti)

5ª tappa, 1ª semitappa Baby Giro (Sassuolo > Salsomaggiore)
- 1977 (dilettanti)

Trofeo Papà Cervi
Giro delle Due Province
- 1980 (Bianchi, una vittoria)

Classifica generale Cronostaffetta
- 1981 (Famcucine, tre vittorie)

3ª tappa Giro di  Puglia (Campi Salentina > Putignano)
3ª tappa, 2ª semitappa Giro del Trentino (Rovereto > Arco di Trento, cronometro)
16ª tappa Giro d'Italia (Milano > Mantova)
- 1982 (Famcucine - Campagnolo, una vittoria)

Classifica generale Cronostaffetta
- 1983 (Sammontana, una vittoria)

Trofeo Laigueglia
- 1985 (Sammontana, una vittoria)

Classifica generale Cronostaffetta

### Altri successi
- 1978 (Zonca)

Classifica sprint Tour de Romandie
- 1981 (Famcucine)

Circuito di Monzuno
3ª tappa Cronostaffetta (Salò, cronosquadre)

## Piazzamenti

### Grandi Giri
- Giro d'Italia

1978: ritirato (16ª tappa)
1979: 49º
1980: ritirato (7ª tappa)
1981: 34º
1982: 31º
1983: 83º
1984: 46º
1985: 101º

### Classiche monumento
- Milano-Sanremo

1981: 4º
1982: 54º
1983: 33º
1986: 107º

### Competizioni mondiali
- Campionati del mondo

Praga 1981 - In linea: 36º
Goodwood 1982 - In linea: ritirato